# Sittichok Paso
Sittichok Paso (sinh ngày 28 tháng 1 năm 1999) là một cầu thủ bóng đá người Thái Lan.

## Sự nghiệp câu lạc bộ
Sittichok Paso đã từng chơi cho Kagoshima United FC.